# 山内豊秋
山内 豊秋（やまうち とよあき、1912年（明治45年）6月19日 - 2003年（平成15年）9月29日）は、日本の陸軍軍人、神職。山内家宗家第18代当主。山内興業社長、テレビ高知副会長、靖国神社崇敬奉賛会初代会長。妻は黒田光子（黒田長禮侯爵息女）。

## 来歴
- 1912年（明治45年）6月 - 男爵山内豊静の次男として高知市にて誕生。のちに侯爵山内豊景の養子となる。
- 1919年（大正8年）4月、学習院初等科に入学。
- 1926年（大正15年）4月、陸軍幼年学校（第30期）に入学。
- 1929年（昭和4年）4月、陸軍士官学校予科に入学。
- 1933年（昭和8年）7月、陸軍士官学校本科を卒業（第45期）。卒業序列は皇族(孚彦王)･公族(李鍝公)を除いて11番/335名。10月、任歩兵少尉、近衛歩兵第1聯隊附。
- 1935年（昭和10年）10月、任歩兵中尉。
- 1937年（昭和12年）11月、陸軍大学校学生。
- 1938年（昭和13年）3月、任歩兵大尉。
- 1939年（昭和14年）8月、11月、陸軍大学校（第52期）卒業。
- 1941年（昭和16年）3月、参謀本部部員。大本営陸軍部付。同年8月、大本営陸軍参謀第2部第6課（南方班）。10月、任少佐（1940年、兵科撤廃）。
- 1942年（昭和17年）5月、一木支隊派遣幕僚。8月、第17軍参謀。
- 1944年（昭和19年）5月、第36軍参謀。10月、防衛総司令部参謀。
- 1945年（昭和20年）3月、東京湾兵団参謀。6月、任中佐。10月、復員。
- 1957年（昭和32年）1月、義父：山内豊景の逝去により山内家宗家当主を継承。
- 1968年（昭和43年）7月、明治維新百年・板垣退助50回忌記念式典に際し、板垣退助先生顕彰会最高顧問に就任[1][2]。
- 1998年（平成10年）、靖国神社崇敬奉賛会初代会長に就任[3]。
- 2003年（平成15年）9月29日、91歳にて没。宗家当主は長男豊功が継承した。

## 家族
- 兄：山内豊春（1909年 - ）
- 本人：山内豊秋
  - 長男：山内豊功（とよこと）（1940年 - 、山内神社宮司）
    - 孫：山内豊浩（1978年 - ）
    - 孫：山内豊直（1979年 - ）
- 弟：山内静材（1917年 - ）

## 墓所
山内家18代当主であり、墓所は国史跡の土佐藩主山内家墓所に葬られている。